# Liste des planètes mineures non numérotées découvertes en août 2018
Pour un article plus général, voir Liste des planètes mineures non numérotées découvertes en 2018.
Pour un article plus général, voir Liste des planètes mineures.
Cet article dresse la liste des planètes mineures (astéroïdes, centaures, objets transneptuniens et assimilés) non numérotées découvertes en août 2018 dans l'ordre de leur découverte.
Au 15 janvier 2025, 661 077 des 1 434 993 planètes mineures répertoriées par le Centre des planètes mineures ne sont pas encore numérotées, soit 46,07 %.

## Rappel concernant la désignation provisoire
La désignation provisoire indique l'ordre de découverte de ces objets. En effet, cette désignation est composée de l'année de découverte (par exemple 2018) suivie de la quinzaine (demi-mois) de découverte (p.e. A = 1-15 janvier) puis de l'ordre de découverte dans cette quinzaine. Cet ordre est indiqué par une lettre et éventuellement un chiffre comme suit : A pour la première découverte, B pour la deuxième, ..., Z pour la 25e (le I n'est pas utilisé pour éviter la confusion avec 1), A1 pour la 26e, B1 pour la 27e, etc. , Z1 pour la 50e, A2 pour la 51e, B2 pour la 52e, etc. L'ordre de la numérotation ne suit donc pas l'ordre alphanumérique. 2018 AA1 suit ainsi 2018 AZ et précède 2018 AB1.

## Listes

### Du1erau 15 août 2018
- 2018 PC
- 2018 PF
- 2018 PG
- 2018 PJ
- 2018 PL
- 2018 PM
- 2018 PO
- 2018 PP
- 2018 PS
- 2018 PA1
- 2018 PN1
- 2018 PV1
- 2018 PZ1
- 2018 PC2
- 2018 PH2
- 2018 PL2
- 2018 PM2
- 2018 PN2
- 2018 PO2
- 2018 PR2
- 2018 PY2
- 2018 PZ2
- 2018 PE3
- 2018 PH3
- 2018 PJ3
- 2018 PK3
- 2018 PP3
- 2018 PU3
- 2018 PW3
- 2018 PX3
- 2018 PY3
- 2018 PZ3
- 2018 PA4
- 2018 PB4
- 2018 PE4
- 2018 PG4
- 2018 PH4
- 2018 PK4
- 2018 PN4
- 2018 PR4
- 2018 PS4
- 2018 PZ4
- 2018 PC5
- 2018 PF5
- 2018 PG5
- 2018 PJ5
- 2018 PK5
- 2018 PL5
- 2018 PM5
- 2018 PO5
- 2018 PP5
- 2018 PQ5
- 2018 PU5
- 2018 PY5
- 2018 PZ5
- 2018 PB6
- 2018 PD6
- 2018 PE6
- 2018 PF6
- 2018 PJ6
- 2018 PM6
- 2018 PP6
- 2018 PV6
- 2018 PX6
- 2018 PY6
- 2018 PZ6
- 2018 PA7
- 2018 PB7
- 2018 PE7
- 2018 PG7
- 2018 PN7
- 2018 PO7
- 2018 PP7
- 2018 PR7
- 2018 PS7
- 2018 PT7
- 2018 PU7
- 2018 PV7
- 2018 PW7
- 2018 PX7
- 2018 PY7
- 2018 PZ7
- 2018 PA8
- 2018 PB8
- 2018 PC8
- 2018 PE8
- 2018 PF8
- 2018 PG8
- 2018 PH8
- 2018 PJ8
- 2018 PK8
- 2018 PL8
- 2018 PM8
- 2018 PN8
- 2018 PO8
- 2018 PP8
- 2018 PQ8
- 2018 PR8
- 2018 PS8
- 2018 PT8
- 2018 PU8
- 2018 PV8
- 2018 PW8
- 2018 PX8
- 2018 PY8
- 2018 PZ8
- 2018 PA9
- 2018 PB9
- 2018 PC9
- 2018 PD9
- 2018 PE9
- 2018 PF9
- 2018 PG9
- 2018 PH9
- 2018 PJ9
- 2018 PK9
- 2018 PL9
- 2018 PM9
- 2018 PN9
- 2018 PO9
- 2018 PP9
- 2018 PQ9
- 2018 PR9
- 2018 PS9
- 2018 PT9
- 2018 PU9
- 2018 PV9
- 2018 PW9
- 2018 PX9
- 2018 PY9
- 2018 PZ9
- 2018 PA10
- 2018 PB10
- 2018 PC10
- 2018 PD10
- 2018 PE10
- 2018 PF10
- 2018 PG10
- 2018 PJ10
- 2018 PK10
- 2018 PL10
- 2018 PM10
- 2018 PN10
- 2018 PO10
- 2018 PQ10
- 2018 PR10
- 2018 PS10
- 2018 PT10
- 2018 PU10
- 2018 PV10
- 2018 PW10
- 2018 PY10
- 2018 PA11
- 2018 PJ11
- 2018 PL11
- 2018 PO11
- 2018 PS11
- 2018 PT11
- 2018 PU11
- 2018 PV11
- 2018 PX11
- 2018 PZ11
- 2018 PA12
- 2018 PC12
- 2018 PE12
- 2018 PG12
- 2018 PH12
- 2018 PJ12
- 2018 PL12
- 2018 PN12
- 2018 PO12
- 2018 PR12
- 2018 PV12
- 2018 PW12
- 2018 PB13
- 2018 PC13
- 2018 PL13
- 2018 PP13
- 2018 PR13
- 2018 PS13
- 2018 PT13
- 2018 PV13
- 2018 PX13
- 2018 PY13
- 2018 PZ13
- 2018 PB14
- 2018 PC14
- 2018 PG14
- 2018 PJ14
- 2018 PM14
- 2018 PP14
- 2018 PW14
- 2018 PY14
- 2018 PB15
- 2018 PD15
- 2018 PF15
- 2018 PJ15
- 2018 PK15
- 2018 PN15
- 2018 PP15
- 2018 PQ15
- 2018 PR15
- 2018 PV15
- 2018 PX15
- 2018 PZ15
- 2018 PA16
- 2018 PB16
- 2018 PD16
- 2018 PG16
- 2018 PH16
- 2018 PM16
- 2018 PO16
- 2018 PP16
- 2018 PU16
- 2018 PW16
- 2018 PY16
- 2018 PZ16
- 2018 PF17
- 2018 PG17
- 2018 PJ17
- 2018 PK17
- 2018 PO17
- 2018 PU17
- 2018 PA18
- 2018 PC18
- 2018 PF18
- 2018 PG18
- 2018 PH18
- 2018 PJ18
- 2018 PM18
- 2018 PN18
- 2018 PQ18
- 2018 PR18
- 2018 PS18
- 2018 PT18
- 2018 PU18
- 2018 PX18
- 2018 PY18
- 2018 PB19
- 2018 PC19
- 2018 PD19
- 2018 PE19
- 2018 PL19
- 2018 PM19
- 2018 PN19
- 2018 PO19
- 2018 PP19
- 2018 PU19
- 2018 PV19
- 2018 PW19
- 2018 PX19
- 2018 PY19
- 2018 PZ19
- 2018 PA20
- 2018 PB20
- 2018 PC20
- 2018 PD20
- 2018 PE20
- 2018 PF20
- 2018 PG20
- 2018 PJ20
- 2018 PK20
- 2018 PL20
- 2018 PM20
- 2018 PN20
- 2018 PO20
- 2018 PP20
- 2018 PQ20
- 2018 PR20
- 2018 PS20
- 2018 PT20
- 2018 PU20
- 2018 PV20
- 2018 PW20
- 2018 PY20
- 2018 PZ20
- 2018 PA21
- 2018 PB21
- 2018 PC21
- 2018 PD21
- 2018 PE21
- 2018 PF21
- 2018 PG21
- 2018 PH21
- 2018 PJ21
- 2018 PK21
- 2018 PL21
- 2018 PM21
- 2018 PN21
- 2018 PO21
- 2018 PP21
- 2018 PQ21
- 2018 PT21
- 2018 PU21
- 2018 PV21
- 2018 PW21
- 2018 PX21
- 2018 PY21
- 2018 PZ21
- 2018 PA22
- 2018 PB22
- 2018 PC22
- 2018 PD22
- 2018 PE22
- 2018 PF22
- 2018 PG22
- 2018 PH22
- 2018 PJ22
- 2018 PK22
- 2018 PL22
- 2018 PM22
- 2018 PN22
- 2018 PO22
- 2018 PP22
- 2018 PQ22
- 2018 PR22
- 2018 PS22
- 2018 PT22
- 2018 PV22
- 2018 PW22
- 2018 PX22
- 2018 PY22
- 2018 PZ22
- 2018 PA23
- 2018 PB23
- 2018 PD23
- 2018 PE23
- 2018 PF23
- 2018 PG23
- 2018 PH23
- 2018 PM23
- 2018 PN23
- 2018 PP23
- 2018 PQ23
- 2018 PR23
- 2018 PS23
- 2018 PT23
- 2018 PU23
- 2018 PV23
- 2018 PW23
- 2018 PX23
- 2018 PY23
- 2018 PZ23
- 2018 PA24
- 2018 PB24
- 2018 PC24
- 2018 PD24
- 2018 PE24
- 2018 PF24
- 2018 PG24
- 2018 PH24
- 2018 PJ24
- 2018 PK24
- 2018 PL24
- 2018 PM24
- 2018 PN24
- 2018 PO24
- 2018 PP24
- 2018 PQ24
- 2018 PR24
- 2018 PS24
- 2018 PT24
- 2018 PV24
- 2018 PX24
- 2018 PY24
- 2018 PZ24
- 2018 PA25
- 2018 PC25
- 2018 PD25
- 2018 PF25
- 2018 PG25
- 2018 PT25
- 2018 PU25
- 2018 PM26
- 2018 PO26
- 2018 PQ26
- 2018 PR26
- 2018 PS26
- 2018 PU26
- 2018 PV26
- 2018 PW26
- 2018 PY26
- 2018 PE27
- 2018 PJ27
- 2018 PN27
- 2018 PO27
- 2018 PQ27
- 2018 PU27
- 2018 PV27
- 2018 PW27
- 2018 PX27
- 2018 PY27
- 2018 PZ27
- 2018 PB28
- 2018 PC28
- 2018 PD28
- 2018 PF28
- 2018 PG28
- 2018 PK28
- 2018 PL28
- 2018 PM28
- 2018 PN28
- 2018 PQ28
- 2018 PR28
- 2018 PS28
- 2018 PU28
- 2018 PW28
- 2018 PX28
- 2018 PY28
- 2018 PA29
- 2018 PB29
- 2018 PC29
- 2018 PF29
- 2018 PG29
- 2018 PH29
- 2018 PL29
- 2018 PN29
- 2018 PP29
- 2018 PQ29
- 2018 PR29
- 2018 PS29
- 2018 PT29
- 2018 PV29
- 2018 PX29
- 2018 PY29
- 2018 PZ29
- 2018 PC30
- 2018 PD30
- 2018 PE30
- 2018 PG30
- 2018 PM30
- 2018 PN30
- 2018 PO30
- 2018 PQ30
- 2018 PS30
- 2018 PT30
- 2018 PV30
- 2018 PW30
- 2018 PX30
- 2018 PY30
- 2018 PA31
- 2018 PB31
- 2018 PC31
- 2018 PE31
- 2018 PG31
- 2018 PL31
- 2018 PM31
- 2018 PO31
- 2018 PQ31
- 2018 PR31
- 2018 PS31
- 2018 PT31
- 2018 PY31
- 2018 PA32
- 2018 PB32
- 2018 PC32
- 2018 PG32
- 2018 PH32
- 2018 PJ32
- 2018 PK32
- 2018 PL32
- 2018 PN32
- 2018 PO32
- 2018 PQ32
- 2018 PR32
- 2018 PS32
- 2018 PT32
- 2018 PV32
- 2018 PW32
- 2018 PZ32
- 2018 PA33
- 2018 PB33
- 2018 PC33
- 2018 PD33
- 2018 PE33
- 2018 PF33
- 2018 PG33
- 2018 PH33
- 2018 PL33
- 2018 PM33
- 2018 PO33
- 2018 PP33
- 2018 PQ33
- 2018 PR33
- 2018 PS33
- 2018 PT33
- 2018 PU33
- 2018 PV33
- 2018 PW33
- 2018 PX33
- 2018 PY33
- 2018 PZ33
- 2018 PB34
- 2018 PC34
- 2018 PD34
- 2018 PE34
- 2018 PF34
- 2018 PG34
- 2018 PH34
- 2018 PJ34
- 2018 PK34
- 2018 PL34
- 2018 PM34
- 2018 PN34
- 2018 PO34
- 2018 PP34
- 2018 PQ34
- 2018 PR34
- 2018 PS34
- 2018 PT34
- 2018 PU34
- 2018 PV34
- 2018 PW34
- 2018 PX34
- 2018 PY34
- 2018 PZ34
- 2018 PA35
- 2018 PB35
- 2018 PC35
- 2018 PD35
- 2018 PE35
- 2018 PG35
- 2018 PH35
- 2018 PJ35
- 2018 PK35
- 2018 PL35
- 2018 PM35
- 2018 PN35
- 2018 PO35
- 2018 PP35
- 2018 PQ35
- 2018 PR35
- 2018 PS35
- 2018 PT35
- 2018 PU35
- 2018 PV35
- 2018 PW35
- 2018 PY35
- 2018 PZ35
- 2018 PA36
- 2018 PB36
- 2018 PC36
- 2018 PD36
- 2018 PE36
- 2018 PF36
- 2018 PG36
- 2018 PH36
- 2018 PJ36
- 2018 PK36
- 2018 PL36
- 2018 PM36
- 2018 PN36
- 2018 PO36
- 2018 PP36
- 2018 PQ36
- 2018 PR36
- 2018 PS36
- 2018 PT36
- 2018 PV36
- 2018 PW36
- 2018 PX36
- 2018 PY36
- 2018 PZ36
- 2018 PA37
- 2018 PB37
- 2018 PC37
- 2018 PD37
- 2018 PE37
- 2018 PF37
- 2018 PG37
- 2018 PH37
- 2018 PJ37
- 2018 PK37
- 2018 PL37
- 2018 PM37
- 2018 PN37
- 2018 PO37
- 2018 PP37
- 2018 PQ37
- 2018 PR37
- 2018 PT37
- 2018 PU37
- 2018 PV37
- 2018 PW37
- 2018 PX37
- 2018 PY37
- 2018 PZ37
- 2018 PA38
- 2018 PB38
- 2018 PC38
- 2018 PD38
- 2018 PE38
- 2018 PG38
- 2018 PH38
- 2018 PJ38
- 2018 PK38
- 2018 PL38
- 2018 PM38
- 2018 PN38
- 2018 PO38
- 2018 PP38
- 2018 PQ38
- 2018 PR38
- 2018 PS38
- 2018 PT38
- 2018 PU38
- 2018 PV38
- 2018 PW38
- 2018 PX38
- 2018 PY38
- 2018 PZ38
- 2018 PA39
- 2018 PB39
- 2018 PC39
- 2018 PD39
- 2018 PE39
- 2018 PF39
- 2018 PG39
- 2018 PH39
- 2018 PJ39
- 2018 PK39
- 2018 PL39
- 2018 PM39
- 2018 PN39
- 2018 PO39
- 2018 PP39
- 2018 PQ39
- 2018 PS39
- 2018 PT39
- 2018 PU39
- 2018 PV39
- 2018 PW39
- 2018 PX39
- 2018 PY39
- 2018 PZ39
- 2018 PA40
- 2018 PB40
- 2018 PC40
- 2018 PF40
- 2018 PG40
- 2018 PH40
- 2018 PJ40
- 2018 PK40
- 2018 PN40
- 2018 PO40
- 2018 PP40
- 2018 PQ40
- 2018 PR40
- 2018 PS40
- 2018 PT40
- 2018 PW40
- 2018 PX40
- 2018 PY40
- 2018 PZ40
- 2018 PA41
- 2018 PC41
- 2018 PD41
- 2018 PE41
- 2018 PF41
- 2018 PG41
- 2018 PH41
- 2018 PK41
- 2018 PL41
- 2018 PM41
- 2018 PQ41
- 2018 PR41
- 2018 PS41
- 2018 PT41
- 2018 PU41
- 2018 PV41
- 2018 PW41
- 2018 PX41
- 2018 PY41
- 2018 PZ41
- 2018 PB42
- 2018 PD42
- 2018 PE42
- 2018 PF42
- 2018 PG42
- 2018 PJ42
- 2018 PM42
- 2018 PO42
- 2018 PP42
- 2018 PQ42
- 2018 PR42
- 2018 PS42
- 2018 PW42
- 2018 PX42
- 2018 PY42
- 2018 PZ42
- 2018 PA43
- 2018 PB43
- 2018 PC43
- 2018 PE43
- 2018 PJ43
- 2018 PW43
- 2018 PY43
- 2018 PA44
- 2018 PH44
- 2018 PJ44
- 2018 PL44
- 2018 PN44
- 2018 PP44
- 2018 PQ44
- 2018 PT44
- 2018 PU44
- 2018 PV44
- 2018 PW44
- 2018 PX44
- 2018 PY44
- 2018 PZ44
- 2018 PB45
- 2018 PC45
- 2018 PE45
- 2018 PG45
- 2018 PH45
- 2018 PK45
- 2018 PM45
- 2018 PO45
- 2018 PP45
- 2018 PQ45
- 2018 PR45
- 2018 PT45
- 2018 PU45
- 2018 PV45
- 2018 PW45
- 2018 PX45
- 2018 PY45
- 2018 PZ45
- 2018 PA46
- 2018 PB46
- 2018 PC46
- 2018 PD46
- 2018 PE46
- 2018 PF46
- 2018 PG46
- 2018 PH46
- 2018 PJ46
- 2018 PK46
- 2018 PM46
- 2018 PN46
- 2018 PP46
- 2018 PQ46
- 2018 PS46
- 2018 PT46
- 2018 PU46
- 2018 PV46
- 2018 PW46
- 2018 PY46
- 2018 PZ46
- 2018 PA47
- 2018 PB47
- 2018 PD47
- 2018 PE47
- 2018 PF47
- 2018 PG47
- 2018 PH47
- 2018 PJ47
- 2018 PK47
- 2018 PL47
- 2018 PM47
- 2018 PN47
- 2018 PO47
- 2018 PP47
- 2018 PQ47
- 2018 PR47
- 2018 PU47
- 2018 PV47
- 2018 PZ47
- 2018 PC48
- 2018 PD48
- 2018 PE48
- 2018 PF48
- 2018 PG48
- 2018 PH48
- 2018 PK48
- 2018 PM48
- 2018 PN48
- 2018 PP48
- 2018 PQ48
- 2018 PR48
- 2018 PS48
- 2018 PT48
- 2018 PU48
- 2018 PV48
- 2018 PW48
- 2018 PX48
- 2018 PZ48
- 2018 PA49
- 2018 PB49
- 2018 PC49
- 2018 PD49
- 2018 PE49
- 2018 PF49
- 2018 PG49
- 2018 PH49
- 2018 PJ49
- 2018 PK49
- 2018 PL49
- 2018 PM49
- 2018 PN49
- 2018 PO49
- 2018 PP49
- 2018 PQ49
- 2018 PR49
- 2018 PS49
- 2018 PT49
- 2018 PU49
- 2018 PV49
- 2018 PW49
- 2018 PX49
- 2018 PY49
- 2018 PZ49
- 2018 PA50
- 2018 PB50
- 2018 PC50
- 2018 PD50
- 2018 PE50
- 2018 PG50
- 2018 PH50
- 2018 PK50
- 2018 PL50
- 2018 PM50
- 2018 PN50
- 2018 PO50
- 2018 PP50
- 2018 PR50
- 2018 PS50
- 2018 PX50
- 2018 PY50
- 2018 PZ50
- 2018 PA51
- 2018 PB51
- 2018 PC51
- 2018 PD51
- 2018 PE51
- 2018 PJ51
- 2018 PK51
- 2018 PN51
- 2018 PO51
- 2018 PP51
- 2018 PQ51
- 2018 PR51
- 2018 PS51
- 2018 PT51
- 2018 PU51
- 2018 PV51
- 2018 PW51
- 2018 PX51
- 2018 PY51
- 2018 PZ51
- 2018 PA52
- 2018 PB52
- 2018 PC52
- 2018 PD52
- 2018 PE52
- 2018 PG52
- 2018 PJ52
- 2018 PL52
- 2018 PM52
- 2018 PN52
- 2018 PO52
- 2018 PP52
- 2018 PQ52
- 2018 PT52
- 2018 PU52
- 2018 PV52
- 2018 PW52
- 2018 PX52
- 2018 PY52
- 2018 PZ52
- 2018 PA53
- 2018 PB53
- 2018 PC53
- 2018 PD53
- 2018 PF53
- 2018 PG53
- 2018 PH53
- 2018 PJ53
- 2018 PK53
- 2018 PL53
- 2018 PM53
- 2018 PN53
- 2018 PO53
- 2018 PP53
- 2018 PQ53
- 2018 PR53
- 2018 PS53
- 2018 PT53
- 2018 PU53
- 2018 PV53
- 2018 PW53
- 2018 PX53
- 2018 PY53
- 2018 PZ53
- 2018 PA54
- 2018 PB54
- 2018 PC54
- 2018 PD54
- 2018 PE54
- 2018 PF54
- 2018 PH54
- 2018 PJ54
- 2018 PK54
- 2018 PL54
- 2018 PM54
- 2018 PN54
- 2018 PO54
- 2018 PP54
- 2018 PQ54
- 2018 PR54
- 2018 PS54
- 2018 PT54
- 2018 PX54
- 2018 PY54
- 2018 PZ54
- 2018 PA55
- 2018 PC55
- 2018 PD55
- 2018 PE55
- 2018 PF55
- 2018 PM55
- 2018 PN55
- 2018 PP55
- 2018 PU55
- 2018 PW55
- 2018 PY55
- 2018 PB56
- 2018 PK56
- 2018 PM56
- 2018 PN56
- 2018 PO56
- 2018 PP56
- 2018 PQ56
- 2018 PR56
- 2018 PS56
- 2018 PT56
- 2018 PU56
- 2018 PW56
- 2018 PZ56
- 2018 PA57
- 2018 PB57
- 2018 PD57
- 2018 PE57
- 2018 PF57
- 2018 PG57
- 2018 PJ57
- 2018 PK57
- 2018 PL57
- 2018 PM57
- 2018 PO57
- 2018 PP57
- 2018 PQ57
- 2018 PR57
- 2018 PS57
- 2018 PV57
- 2018 PW57
- 2018 PX57
- 2018 PY57
- 2018 PZ57
- 2018 PB58
- 2018 PC58
- 2018 PD58
- 2018 PE58
- 2018 PF58
- 2018 PG58
- 2018 PH58
- 2018 PJ58
- 2018 PK58
- 2018 PL58
- 2018 PM58
- 2018 PO58
- 2018 PW58
- 2018 PY58
- 2018 PZ58
- 2018 PA59
- 2018 PB59
- 2018 PE59
- 2018 PF59
- 2018 PG59
- 2018 PH59
- 2018 PJ59
- 2018 PL59
- 2018 PQ59
- 2018 PS59
- 2018 PT59
- 2018 PU59
- 2018 PV59
- 2018 PW59
- 2018 PX59
- 2018 PY59
- 2018 PZ59
- 2018 PA60
- 2018 PB60
- 2018 PC60
- 2018 PE60
- 2018 PF60
- 2018 PG60
- 2018 PM60
- 2018 PN60
- 2018 PP60
- 2018 PS60
- 2018 PT60
- 2018 PW60
- 2018 PX60
- 2018 PY60
- 2018 PZ60
- 2018 PA61
- 2018 PB61
- 2018 PC61
- 2018 PD61
- 2018 PE61
- 2018 PF61
- 2018 PG61
- 2018 PH61
- 2018 PJ61
- 2018 PL61
- 2018 PM61
- 2018 PN61
- 2018 PO61
- 2018 PP61
- 2018 PQ61
- 2018 PR61
- 2018 PS61
- 2018 PT61
- 2018 PU61
- 2018 PV61
- 2018 PW61
- 2018 PX61
- 2018 PY61
- 2018 PA62
- 2018 PB62
- 2018 PC62
- 2018 PD62
- 2018 PE62
- 2018 PF62
- 2018 PG62
- 2018 PK62
- 2018 PN62
- 2018 PR62
- 2018 PU62
- 2018 PV62
- 2018 PX62
- 2018 PZ62
- 2018 PA63
- 2018 PB63
- 2018 PD63
- 2018 PE63
- 2018 PF63
- 2018 PG63
- 2018 PH63
- 2018 PJ63
- 2018 PL63
- 2018 PN63
- 2018 PO63
- 2018 PP63
- 2018 PQ63
- 2018 PR63
- 2018 PU63
- 2018 PV63
- 2018 PW63
- 2018 PX63
- 2018 PY63
- 2018 PZ63
- 2018 PA64
- 2018 PB64
- 2018 PC64
- 2018 PF64
- 2018 PJ64
- 2018 PK64
- 2018 PM64
- 2018 PN64
- 2018 PP64
- 2018 PQ64
- 2018 PS64
- 2018 PT64
- 2018 PV64
- 2018 PX64
- 2018 PY64
- 2018 PZ64
- 2018 PA65
- 2018 PB65
- 2018 PC65
- 2018 PD65
- 2018 PE65
- 2018 PF65
- 2018 PG65
- 2018 PH65
- 2018 PJ65
- 2018 PK65
- 2018 PL65
- 2018 PM65
- 2018 PN65
- 2018 PP65
- 2018 PR65
- 2018 PS65
- 2018 PT65
- 2018 PU65
- 2018 PV65
- 2018 PW65
- 2018 PX65
- 2018 PY65
- 2018 PA66
- 2018 PB66
- 2018 PC66
- 2018 PD66
- 2018 PE66
- 2018 PF66
- 2018 PG66
- 2018 PJ66
- 2018 PK66
- 2018 PL66
- 2018 PM66
- 2018 PN66
- 2018 PO66
- 2018 PP66
- 2018 PQ66
- 2018 PR66
- 2018 PS66
- 2018 PT66
- 2018 PU66
- 2018 PV66
- 2018 PW66
- 2018 PX66
- 2018 PY66
- 2018 PZ66
- 2018 PB67
- 2018 PC67
- 2018 PD67
- 2018 PF67
- 2018 PG67
- 2018 PH67
- 2018 PJ67
- 2018 PK67
- 2018 PL67
- 2018 PM67
- 2018 PP67
- 2018 PQ67
- 2018 PR67
- 2018 PS67
- 2018 PT67
- 2018 PV67
- 2018 PW67
- 2018 PX67
- 2018 PY67
- 2018 PZ67
- 2018 PA68
- 2018 PB68
- 2018 PD68
- 2018 PE68
- 2018 PF68
- 2018 PG68
- 2018 PH68
- 2018 PJ68
- 2018 PK68
- 2018 PM68
- 2018 PN68
- 2018 PQ68
- 2018 PR68
- 2018 PT68
- 2018 PV68
- 2018 PW68
- 2018 PZ68
- 2018 PA69
- 2018 PB69
- 2018 PC69
- 2018 PG69
- 2018 PL69
- 2018 PN69
- 2018 PO69
- 2018 PP69
- 2018 PQ69
- 2018 PR69
- 2018 PT69
- 2018 PV69
- 2018 PW69
- 2018 PX69
- 2018 PY69
- 2018 PZ69
- 2018 PA70
- 2018 PB70
- 2018 PD70
- 2018 PE70
- 2018 PF70
- 2018 PG70
- 2018 PH70
- 2018 PJ70
- 2018 PL70
- 2018 PM70
- 2018 PN70
- 2018 PP70
- 2018 PQ70
- 2018 PR70
- 2018 PS70
- 2018 PU70
- 2018 PV70
- 2018 PW70
- 2018 PY70
- 2018 PZ70
- 2018 PA71
- 2018 PB71
- 2018 PC71
- 2018 PD71
- 2018 PE71
- 2018 PF71
- 2018 PH71
- 2018 PJ71
- 2018 PK71
- 2018 PL71
- 2018 PM71
- 2018 PN71
- 2018 PO71
- 2018 PP71
- 2018 PQ71
- 2018 PR71
- 2018 PS71
- 2018 PT71
- 2018 PU71
- 2018 PW71
- 2018 PX71
- 2018 PY71
- 2018 PZ71
- 2018 PA72
- 2018 PB72
- 2018 PC72
- 2018 PD72
- 2018 PE72
- 2018 PF72
- 2018 PG72
- 2018 PH72
- 2018 PJ72
- 2018 PK72
- 2018 PL72
- 2018 PM72
- 2018 PN72
- 2018 PQ72
- 2018 PR72
- 2018 PS72
- 2018 PU72
- 2018 PV72
- 2018 PW72
- 2018 PY72
- 2018 PZ72
- 2018 PA73
- 2018 PB73
- 2018 PC73
- 2018 PE73
- 2018 PF73
- 2018 PG73
- 2018 PH73
- 2018 PJ73
- 2018 PK73
- 2018 PL73
- 2018 PM73
- 2018 PN73
- 2018 PO73
- 2018 PQ73
- 2018 PR73
- 2018 PS73
- 2018 PT73
- 2018 PU73
- 2018 PV73
- 2018 PW73
- 2018 PX73
- 2018 PY73
- 2018 PZ73
- 2018 PA74
- 2018 PB74
- 2018 PC74
- 2018 PF74
- 2018 PG74
- 2018 PH74
- 2018 PK74
- 2018 PM74
- 2018 PO74
- 2018 PP74
- 2018 PQ74
- 2018 PR74
- 2018 PS74
- 2018 PV74
- 2018 PX74
- 2018 PZ74
- 2018 PA75
- 2018 PD75
- 2018 PE75
- 2018 PG75
- 2018 PH75
- 2018 PK75
- 2018 PL75
- 2018 PN75
- 2018 PO75
- 2018 PQ75
- 2018 PR75
- 2018 PS75
- 2018 PT75
- 2018 PU75
- 2018 PV75
- 2018 PX75
- 2018 PZ75
- 2018 PA76
- 2018 PB76
- 2018 PC76
- 2018 PD76
- 2018 PE76
- 2018 PF76
- 2018 PG76
- 2018 PH76
- 2018 PK76
- 2018 PL76
- 2018 PN76
- 2018 PO76
- 2018 PP76
- 2018 PR76
- 2018 PS76
- 2018 PT76
- 2018 PU76
- 2018 PX76
- 2018 PY76
- 2018 PZ76
- 2018 PA77
- 2018 PB77
- 2018 PC77
- 2018 PD77
- 2018 PE77
- 2018 PF77
- 2018 PG77
- 2018 PJ77
- 2018 PK77
- 2018 PN77
- 2018 PP77
- 2018 PR77
- 2018 PT77
- 2018 PU77
- 2018 PV77
- 2018 PW77
- 2018 PX77
- 2018 PY77
- 2018 PZ77
- 2018 PA78
- 2018 PB78
- 2018 PD78
- 2018 PE78
- 2018 PH78
- 2018 PK78
- 2018 PL78
- 2018 PM78
- 2018 PN78
- 2018 PO78
- 2018 PP78
- 2018 PR78
- 2018 PS78
- 2018 PT78
- 2018 PU78
- 2018 PV78
- 2018 PX78
- 2018 PA79
- 2018 PB79
- 2018 PC79
- 2018 PD79
- 2018 PE79
- 2018 PF79
- 2018 PG79
- 2018 PH79
- 2018 PJ79
- 2018 PK79
- 2018 PL79
- 2018 PM79
- 2018 PN79
- 2018 PP79
- 2018 PQ79
- 2018 PR79
- 2018 PS79
- 2018 PT79
- 2018 PU79
- 2018 PV79
- 2018 PW79
- 2018 PX79
- 2018 PY79
- 2018 PA80
- 2018 PB80
- 2018 PD80
- 2018 PE80
- 2018 PF80
- 2018 PH80
- 2018 PJ80
- 2018 PK80
- 2018 PL80
- 2018 PM80
- 2018 PN80
- 2018 PO80
- 2018 PP80
- 2018 PQ80
- 2018 PT80
- 2018 PU80
- 2018 PV80
- 2018 PW80
- 2018 PX80
- 2018 PY80
- 2018 PZ80
- 2018 PC81
- 2018 PD81
- 2018 PE81
- 2018 PF81
- 2018 PG81
- 2018 PH81
- 2018 PJ81
- 2018 PK81
- 2018 PL81
- 2018 PM81
- 2018 PN81
- 2018 PO81
- 2018 PP81
- 2018 PQ81
- 2018 PR81
- 2018 PS81
- 2018 PT81
- 2018 PU81
- 2018 PV81
- 2018 PW81
- 2018 PX81
- 2018 PY81
- 2018 PZ81
- 2018 PA82
- 2018 PB82
- 2018 PC82
- 2018 PD82
- 2018 PE82
- 2018 PF82
- 2018 PH82
- 2018 PK82
- 2018 PL82
- 2018 PM82
- 2018 PN82
- 2018 PO82
- 2018 PP82
- 2018 PQ82
- 2018 PS82
- 2018 PT82
- 2018 PU82
- 2018 PV82
- 2018 PW82
- 2018 PX82
- 2018 PY82
- 2018 PZ82
- 2018 PA83
- 2018 PB83
- 2018 PC83
- 2018 PD83
- 2018 PE83
- 2018 PF83
- 2018 PG83
- 2018 PH83
- 2018 PJ83
- 2018 PK83
- 2018 PL83
- 2018 PM83
- 2018 PN83
- 2018 PO83
- 2018 PP83
- 2018 PQ83
- 2018 PR83
- 2018 PS83
- 2018 PT83
- 2018 PU83
- 2018 PV83
- 2018 PW83
- 2018 PX83
- 2018 PY83
- 2018 PZ83
- 2018 PA84
- 2018 PB84
- 2018 PC84
- 2018 PD84
- 2018 PE84
- 2018 PF84
- 2018 PH84
- 2018 PJ84
- 2018 PK84
- 2018 PM84
- 2018 PN84
- 2018 PO84
- 2018 PP84
- 2018 PR84
- 2018 PS84
- 2018 PT84
- 2018 PU84
- 2018 PV84
- 2018 PW84
- 2018 PX84
- 2018 PY84
- 2018 PZ84
- 2018 PA85
- 2018 PB85
- 2018 PC85
- 2018 PD85
- 2018 PE85
- 2018 PF85
- 2018 PG85
- 2018 PH85
- 2018 PJ85
- 2018 PK85
- 2018 PL85
- 2018 PM85
- 2018 PN85
- 2018 PO85
- 2018 PQ85
- 2018 PR85
- 2018 PS85
- 2018 PT85
- 2018 PU85
- 2018 PV85
- 2018 PW85
- 2018 PX85
- 2018 PY85
- 2018 PZ85
- 2018 PA86
- 2018 PB86
- 2018 PC86
- 2018 PD86
- 2018 PE86
- 2018 PF86
- 2018 PG86
- 2018 PH86
- 2018 PJ86
- 2018 PL86
- 2018 PM86
- 2018 PN86
- 2018 PO86
- 2018 PP86
- 2018 PR86
- 2018 PS86
- 2018 PT86
- 2018 PU86
- 2018 PV86
- 2018 PW86
- 2018 PX86
- 2018 PY86
- 2018 PZ86
- 2018 PA87
- 2018 PC87
- 2018 PD87
- 2018 PE87
- 2018 PF87
- 2018 PH87
- 2018 PJ87
- 2018 PK87
- 2018 PL87
- 2018 PM87
- 2018 PN87
- 2018 PO87
- 2018 PP87
- 2018 PQ87
- 2018 PR87
- 2018 PS87
- 2018 PT87
- 2018 PV87
- 2018 PW87
- 2018 PX87
- 2018 PY87
- 2018 PZ87
- 2018 PA88
- 2018 PB88
- 2018 PC88
- 2018 PD88
- 2018 PE88
- 2018 PF88
- 2018 PG88
- 2018 PH88
- 2018 PJ88
- 2018 PK88
- 2018 PL88
- 2018 PM88
- 2018 PN88
- 2018 PO88
- 2018 PP88
- 2018 PQ88
- 2018 PR88
- 2018 PS88
- 2018 PT88
- 2018 PU88
- 2018 PV88
- 2018 PW88
- 2018 PX88
- 2018 PY88
- 2018 PZ88
- 2018 PB89
- 2018 PC89
- 2018 PD89
- 2018 PE89
- 2018 PF89
- 2018 PG89
- 2018 PJ89
- 2018 PK89
- 2018 PL89
- 2018 PM89
- 2018 PN89
- 2018 PO89
- 2018 PP89
- 2018 PQ89
- 2018 PR89
- 2018 PS89
- 2018 PT89
- 2018 PU89
- 2018 PV89
- 2018 PW89
- 2018 PY89
- 2018 PA90
- 2018 PB90
- 2018 PC90
- 2018 PD90
- 2018 PE90
- 2018 PF90
- 2018 PG90
- 2018 PH90
- 2018 PJ90
- 2018 PK90
- 2018 PL90
- 2018 PM90
- 2018 PN90
- 2018 PP90
- 2018 PQ90
- 2018 PR90
- 2018 PS90
- 2018 PT90
- 2018 PU90
- 2018 PV90
- 2018 PW90
- 2018 PX90
- 2018 PY90
- 2018 PZ90
- 2018 PA91
- 2018 PB91
- 2018 PC91
- 2018 PD91
- 2018 PE91
- 2018 PF91
- 2018 PG91
- 2018 PH91
- 2018 PK91
- 2018 PL91
- 2018 PM91
- 2018 PN91
- 2018 PO91
- 2018 PP91
- 2018 PQ91
- 2018 PS91
- 2018 PT91
- 2018 PU91
- 2018 PV91
- 2018 PW91
- 2018 PX91
- 2018 PY91
- 2018 PZ91
- 2018 PB92
- 2018 PD92
- 2018 PE92
- 2018 PF92
- 2018 PG92
- 2018 PH92
- 2018 PJ92
- 2018 PK92
- 2018 PL92
- 2018 PM92
- 2018 PN92
- 2018 PO92
- 2018 PP92
- 2018 PQ92
- 2018 PS92
- 2018 PT92
- 2018 PU92
- 2018 PV92
- 2018 PW92
- 2018 PX92
- 2018 PY92
- 2018 PZ92
- 2018 PA93
- 2018 PB93
- 2018 PC93
- 2018 PD93
- 2018 PF93
- 2018 PG93
- 2018 PH93
- 2018 PJ93
- 2018 PK93
- 2018 PL93
- 2018 PM93
- 2018 PN93
- 2018 PO93
- 2018 PP93
- 2018 PQ93
- 2018 PR93
- 2018 PS93
- 2018 PT93
- 2018 PV93
- 2018 PW93
- 2018 PX93
- 2018 PY93
- 2018 PZ93
- 2018 PA94
- 2018 PB94
- 2018 PC94
- 2018 PD94
- 2018 PE94
- 2018 PF94
- 2018 PG94
- 2018 PH94
- 2018 PJ94
- 2018 PK94
- 2018 PL94
- 2018 PM94
- 2018 PO94
- 2018 PP94
- 2018 PQ94
- 2018 PR94
- 2018 PT94
- 2018 PU94
- 2018 PV94
- 2018 PW94
- 2018 PX94
- 2018 PY94
- 2018 PZ94
- 2018 PA95
- 2018 PB95
- 2018 PC95
- 2018 PD95
- 2018 PE95
- 2018 PF95
- 2018 PG95
- 2018 PH95
- 2018 PJ95
- 2018 PK95
- 2018 PL95
- 2018 PM95
- 2018 PN95
- 2018 PO95
- 2018 PP95
- 2018 PQ95
- 2018 PS95
- 2018 PT95
- 2018 PU95
- 2018 PV95
- 2018 PW95
- 2018 PX95
- 2018 PY95
- 2018 PZ95
- 2018 PA96
- 2018 PB96
- 2018 PC96
- 2018 PD96
- 2018 PE96
- 2018 PF96
- 2018 PG96
- 2018 PH96
- 2018 PJ96
- 2018 PK96
- 2018 PL96
- 2018 PM96
- 2018 PO96
- 2018 PP96
- 2018 PQ96
- 2018 PR96
- 2018 PS96
- 2018 PT96
- 2018 PU96
- 2018 PV96
- 2018 PW96
- 2018 PX96
- 2018 PY96
- 2018 PZ96
- 2018 PA97
- 2018 PC97
- 2018 PD97
- 2018 PE97
- 2018 PF97
- 2018 PG97
- 2018 PH97
- 2018 PK97
- 2018 PL97
- 2018 PM97
- 2018 PN97
- 2018 PO97
- 2018 PP97
- 2018 PQ97
- 2018 PR97
- 2018 PS97
- 2018 PT97
- 2018 PU97
- 2018 PV97
- 2018 PW97
- 2018 PX97
- 2018 PY97
- 2018 PZ97
- 2018 PA98
- 2018 PB98
- 2018 PC98
- 2018 PD98
- 2018 PE98
- 2018 PF98
- 2018 PG98
- 2018 PH98
- 2018 PJ98
- 2018 PK98
- 2018 PL98
- 2018 PM98
- 2018 PN98
- 2018 PO98
- 2018 PP98
- 2018 PQ98
- 2018 PR98
- 2018 PS98
- 2018 PT98
- 2018 PU98
- 2018 PV98
- 2018 PW98
- 2018 PX98
- 2018 PY98
- 2018 PZ98
- 2018 PA99
- 2018 PB99
- 2018 PC99
- 2018 PD99
- 2018 PF99
- 2018 PG99
- 2018 PH99
- 2018 PJ99
- 2018 PK99
- 2018 PL99
- 2018 PM99
- 2018 PN99
- 2018 PO99
- 2018 PP99
- 2018 PQ99
- 2018 PR99
- 2018 PS99
- 2018 PT99
- 2018 PU99
- 2018 PV99
- 2018 PW99
- 2018 PX99
- 2018 PZ99
- 2018 PA100
- 2018 PB100
- 2018 PC100
- 2018 PD100
- 2018 PE100
- 2018 PF100
- 2018 PG100
- 2018 PH100
- 2018 PJ100
- 2018 PK100
- 2018 PL100
- 2018 PM100
- 2018 PN100
- 2018 PO100
- 2018 PP100
- 2018 PQ100
- 2018 PR100
- 2018 PS100
- 2018 PT100
- 2018 PU100
- 2018 PV100
- 2018 PW100
- 2018 PX100
- 2018 PY100
- 2018 PZ100
- 2018 PA101
- 2018 PB101
- 2018 PC101
- 2018 PD101
- 2018 PE101
- 2018 PF101
- 2018 PG101
- 2018 PH101
- 2018 PJ101
- 2018 PK101
- 2018 PL101
- 2018 PM101
- 2018 PN101
- 2018 PO101
- 2018 PP101
- 2018 PQ101
- 2018 PR101
- 2018 PS101
- 2018 PT101
- 2018 PU101
- 2018 PV101
- 2018 PW101
- 2018 PX101
- 2018 PY101
- 2018 PA102
- 2018 PB102
- 2018 PC102
- 2018 PD102
- 2018 PE102
- 2018 PF102
- 2018 PG102
- 2018 PH102
- 2018 PJ102
- 2018 PK102
- 2018 PL102
- 2018 PM102
- 2018 PN102
- 2018 PO102
- 2018 PP102
- 2018 PQ102
- 2018 PR102
- 2018 PS102
- 2018 PT102
- 2018 PU102
- 2018 PV102
- 2018 PW102
- 2018 PX102
- 2018 PY102
- 2018 PZ102
- 2018 PA103
- 2018 PB103
- 2018 PC103
- 2018 PD103
- 2018 PE103
- 2018 PF103
- 2018 PG103
- 2018 PJ103
- 2018 PK103
- 2018 PL103
- 2018 PM103
- 2018 PN103
- 2018 PO103
- 2018 PP103
- 2018 PQ103
- 2018 PR103
- 2018 PS103
- 2018 PT103
- 2018 PU103
- 2018 PV103
- 2018 PW103
- 2018 PX103
- 2018 PY103
- 2018 PZ103
- 2018 PA104
- 2018 PC104
- 2018 PD104
- 2018 PE104
- 2018 PF104
- 2018 PG104
- 2018 PH104
- 2018 PJ104
- 2018 PK104
- 2018 PL104
- 2018 PM104
- 2018 PN104
- 2018 PO104
- 2018 PP104
- 2018 PQ104
- 2018 PR104
- 2018 PS104
- 2018 PT104
- 2018 PU104
- 2018 PV104
- 2018 PW104
- 2018 PX104
- 2018 PY104
- 2018 PZ104
- 2018 PA105
- 2018 PB105
- 2018 PC105
- 2018 PD105
- 2018 PE105
- 2018 PF105
- 2018 PG105
- 2018 PH105
- 2018 PJ105
- 2018 PK105
- 2018 PL105
- 2018 PM105
- 2018 PN105
- 2018 PO105
- 2018 PP105
- 2018 PQ105
- 2018 PR105
- 2018 PS105
- 2018 PT105
- 2018 PV105
- 2018 PW105
- 2018 PX105
- 2018 PY105
- 2018 PZ105
- 2018 PA106
- 2018 PB106
- 2018 PD106
- 2018 PH106
- 2018 PJ106
- 2018 PK106
- 2018 PL106
- 2018 PM106
- 2018 PN106
- 2018 PO106
- 2018 PP106
- 2018 PQ106
- 2018 PR106
- 2018 PS106
- 2018 PT106
- 2018 PU106
- 2018 PV106
- 2018 PW106
- 2018 PX106
- 2018 PY106
- 2018 PZ106
- 2018 PA107
- 2018 PB107
- 2018 PC107
- 2018 PD107
- 2018 PE107
- 2018 PF107
- 2018 PG107
- 2018 PH107
- 2018 PJ107
- 2018 PK107
- 2018 PL107
- 2018 PM107
- 2018 PN107
- 2018 PO107
- 2018 PP107
- 2018 PQ107
- 2018 PR107
- 2018 PS107
- 2018 PT107
- 2018 PU107
- 2018 PV107
- 2018 PW107
- 2018 PX107
- 2018 PY107
- 2018 PZ107
- 2018 PA108
- 2018 PB108
- 2018 PC108
- 2018 PD108
- 2018 PE108
- 2018 PF108
- 2018 PG108
- 2018 PH108
- 2018 PJ108
- 2018 PK108
- 2018 PL108
- 2018 PM108
- 2018 PO108
- 2018 PP108
- 2018 PQ108
- 2018 PR108
- 2018 PS108
- 2018 PT108
- 2018 PU108
- 2018 PV108
- 2018 PW108
- 2018 PX108
- 2018 PY108
- 2018 PZ108
- 2018 PA109
- 2018 PB109
- 2018 PC109
- 2018 PD109
- 2018 PE109
- 2018 PF109
- 2018 PG109
- 2018 PH109
- 2018 PJ109
- 2018 PK109
- 2018 PL109
- 2018 PN109
- 2018 PO109
- 2018 PP109
- 2018 PQ109
- 2018 PR109
- 2018 PS109
- 2018 PT109
- 2018 PU109
- 2018 PV109
- 2018 PW109
- 2018 PX109
- 2018 PY109
- 2018 PZ109
- 2018 PA110
- 2018 PB110
- 2018 PC110
- 2018 PD110
- 2018 PE110
- 2018 PF110
- 2018 PG110
- 2018 PH110
- 2018 PJ110
- 2018 PL110
- 2018 PM110
- 2018 PN110
- 2018 PO110
- 2018 PP110
- 2018 PQ110
- 2018 PR110
- 2018 PS110
- 2018 PT110
- 2018 PU110
- 2018 PV110
- 2018 PW110
- 2018 PX110
- 2018 PY110
- 2018 PZ110
- 2018 PA111
- 2018 PC111
- 2018 PD111
- 2018 PE111
- 2018 PF111
- 2018 PG111
- 2018 PH111
- 2018 PJ111
- 2018 PK111
- 2018 PL111
- 2018 PM111
- 2018 PN111
- 2018 PO111
- 2018 PP111
- 2018 PQ111
- 2018 PR111
- 2018 PS111
- 2018 PT111
- 2018 PU111
- 2018 PV111
- 2018 PX111
- 2018 PY111
- 2018 PZ111
- 2018 PA112
- 2018 PB112
- 2018 PC112
- 2018 PD112
- 2018 PE112
- 2018 PF112
- 2018 PG112
- 2018 PH112
- 2018 PJ112
- 2018 PK112
- 2018 PL112
- 2018 PM112
- 2018 PN112
- 2018 PO112
- 2018 PP112
- 2018 PQ112
- 2018 PR112
- 2018 PS112
- 2018 PT112
- 2018 PU112
- 2018 PV112
- 2018 PW112
- 2018 PX112
- 2018 PY112
- 2018 PZ112
- 2018 PA113
- 2018 PB113
- 2018 PC113
- 2018 PD113
- 2018 PE113
- 2018 PF113
- 2018 PG113
- 2018 PH113
- 2018 PJ113
- 2018 PK113
- 2018 PL113
- 2018 PM113
- 2018 PN113
- 2018 PO113
- 2018 PP113
- 2018 PQ113
- 2018 PR113
- 2018 PS113
- 2018 PT113
- 2018 PU113
- 2018 PV113
- 2018 PX113
- 2018 PY113
- 2018 PZ113
- 2018 PA114
- 2018 PB114
- 2018 PC114
- 2018 PD114
- 2018 PE114
- 2018 PF114
- 2018 PG114
- 2018 PH114
- 2018 PJ114
- 2018 PK114
- 2018 PL114
- 2018 PM114
- 2018 PN114
- 2018 PO114
- 2018 PP114
- 2018 PQ114
- 2018 PR114
- 2018 PS114
- 2018 PT114
- 2018 PU114
- 2018 PV114
- 2018 PW114
- 2018 PX114
- 2018 PY114
- 2018 PZ114
- 2018 PA115
- 2018 PB115
- 2018 PC115
- 2018 PD115
- 2018 PE115
- 2018 PF115
- 2018 PG115
- 2018 PH115
- 2018 PJ115
- 2018 PK115
- 2018 PL115
- 2018 PN115
- 2018 PO115
- 2018 PP115
- 2018 PQ115
- 2018 PR115
- 2018 PS115
- 2018 PT115
- 2018 PU115
- 2018 PV115
- 2018 PW115
- 2018 PX115
- 2018 PY115
- 2018 PZ115
- 2018 PA116
- 2018 PB116
- 2018 PC116
- 2018 PD116
- 2018 PE116
- 2018 PF116
- 2018 PG116
- 2018 PH116
- 2018 PJ116
- 2018 PK116
- 2018 PL116
- 2018 PM116
- 2018 PN116
- 2018 PP116
- 2018 PQ116
- 2018 PR116
- 2018 PS116
- 2018 PT116
- 2018 PU116
- 2018 PV116
- 2018 PW116
- 2018 PX116
- 2018 PY116
- 2018 PZ116
- 2018 PA117
- 2018 PB117
- 2018 PC117
- 2018 PE117
- 2018 PF117
- 2018 PH117
- 2018 PJ117
- 2018 PK117
- 2018 PL117
- 2018 PM117
- 2018 PN117
- 2018 PO117
- 2018 PP117
- 2018 PQ117
- 2018 PR117
- 2018 PS117
- 2018 PU117
- 2018 PV117
- 2018 PW117
- 2018 PX117
- 2018 PY117
- 2018 PZ117
- 2018 PA118
- 2018 PB118
- 2018 PC118
- 2018 PD118
- 2018 PE118
- 2018 PF118
- 2018 PG118
- 2018 PH118
- 2018 PJ118
- 2018 PK118
- 2018 PL118
- 2018 PM118
- 2018 PO118
- 2018 PP118
- 2018 PQ118
- 2018 PR118
- 2018 PS118
- 2018 PT118
- 2018 PV118
- 2018 PW118
- 2018 PX118
- 2018 PY118
- 2018 PZ118
- 2018 PA119
- 2018 PB119
- 2018 PC119
- 2018 PD119
- 2018 PF119
- 2018 PG119
- 2018 PH119
- 2018 PK119
- 2018 PL119
- 2018 PM119
- 2018 PN119
- 2018 PO119
- 2018 PP119
- 2018 PQ119
- 2018 PR119
- 2018 PS119
- 2018 PT119
- 2018 PU119
- 2018 PV119
- 2018 PW119
- 2018 PX119
- 2018 PY119
- 2018 PA120
- 2018 PB120
- 2018 PC120
- 2018 PD120
- 2018 PE120
- 2018 PG120
- 2018 PH120
- 2018 PJ120
- 2018 PK120
- 2018 PL120
- 2018 PM120
- 2018 PN120
- 2018 PO120
- 2018 PP120
- 2018 PQ120
- 2018 PR120
- 2018 PS120
- 2018 PT120
- 2018 PU120
- 2018 PV120
- 2018 PW120
- 2018 PX120
- 2018 PY120
- 2018 PZ120
- 2018 PA121
- 2018 PB121
- 2018 PC121
- 2018 PD121
- 2018 PG121
- 2018 PH121
- 2018 PJ121
- 2018 PK121
- 2018 PL121
- 2018 PM121
- 2018 PN121
- 2018 PO121
- 2018 PP121
- 2018 PQ121
- 2018 PR121
- 2018 PS121
- 2018 PT121
- 2018 PU121
- 2018 PV121
- 2018 PW121
- 2018 PX121
- 2018 PY121
- 2018 PZ121
- 2018 PA122
- 2018 PB122
- 2018 PC122
- 2018 PD122
- 2018 PE122
- 2018 PH122
- 2018 PJ122
- 2018 PK122
- 2018 PM122
- 2018 PN122
- 2018 PO122
- 2018 PP122
- 2018 PQ122
- 2018 PR122
- 2018 PS122
- 2018 PT122
- 2018 PU122
- 2018 PV122
- 2018 PW122
- 2018 PX122
- 2018 PY122
- 2018 PZ122
- 2018 PA123
- 2018 PB123
- 2018 PC123
- 2018 PD123
- 2018 PE123
- 2018 PF123
- 2018 PG123
- 2018 PH123
- 2018 PJ123
- 2018 PK123
- 2018 PL123
- 2018 PM123
- 2018 PO123
- 2018 PP123
- 2018 PQ123
- 2018 PR123
- 2018 PS123
- 2018 PT123
- 2018 PU123
- 2018 PV123
- 2018 PW123
- 2018 PX123
- 2018 PY123
- 2018 PZ123
- 2018 PA124
- 2018 PB124
- 2018 PC124
- 2018 PD124
- 2018 PE124
- 2018 PF124
- 2018 PG124
- 2018 PH124
- 2018 PJ124
- 2018 PK124
- 2018 PL124
- 2018 PM124
- 2018 PN124
- 2018 PO124
- 2018 PP124
- 2018 PQ124
- 2018 PR124
- 2018 PS124
- 2018 PT124
- 2018 PU124
- 2018 PV124
- 2018 PW124
- 2018 PX124
- 2018 PY124
- 2018 PZ124
- 2018 PA125
- 2018 PB125
- 2018 PC125
- 2018 PD125
- 2018 PE125
- 2018 PF125
- 2018 PG125
- 2018 PH125
- 2018 PJ125
- 2018 PK125
- 2018 PL125
- 2018 PM125
- 2018 PN125
- 2018 PO125
- 2018 PP125
- 2018 PQ125
- 2018 PR125
- 2018 PS125
- 2018 PT125
- 2018 PU125
- 2018 PV125
- 2018 PW125
- 2018 PX125
- 2018 PY125
- 2018 PZ125
- 2018 PA126
- 2018 PB126
- 2018 PC126
- 2018 PD126
- 2018 PE126
- 2018 PF126
- 2018 PG126
- 2018 PH126
- 2018 PJ126
- 2018 PK126
- 2018 PL126
- 2018 PM126
- 2018 PN126
- 2018 PO126
- 2018 PP126
- 2018 PQ126
- 2018 PR126
- 2018 PS126
- 2018 PU126
- 2018 PV126
- 2018 PW126
- 2018 PX126
- 2018 PY126
- 2018 PZ126
- 2018 PA127
- 2018 PB127
- 2018 PC127
- 2018 PD127
- 2018 PE127
- 2018 PF127
- 2018 PG127
- 2018 PH127
- 2018 PJ127
- 2018 PK127
- 2018 PL127
- 2018 PM127
- 2018 PN127
- 2018 PO127
- 2018 PP127
- 2018 PQ127
- 2018 PR127
- 2018 PS127
- 2018 PT127
- 2018 PU127
- 2018 PV127
- 2018 PX127
- 2018 PY127
- 2018 PZ127
- 2018 PA128
- 2018 PB128
- 2018 PC128
- 2018 PD128
- 2018 PE128
- 2018 PF128
- 2018 PG128
- 2018 PH128
- 2018 PJ128
- 2018 PK128
- 2018 PM128
- 2018 PN128
- 2018 PP128
- 2018 PQ128
- 2018 PR128
- 2018 PS128
- 2018 PT128
- 2018 PU128
- 2018 PV128
- 2018 PW128
- 2018 PX128
- 2018 PZ128
- 2018 PA129
- 2018 PB129
- 2018 PC129
- 2018 PD129
- 2018 PE129
- 2018 PF129
- 2018 PG129
- 2018 PH129
- 2018 PJ129
- 2018 PK129
- 2018 PL129
- 2018 PM129
- 2018 PN129
- 2018 PO129
- 2018 PP129
- 2018 PQ129
- 2018 PR129
- 2018 PS129
- 2018 PT129
- 2018 PU129
- 2018 PV129
- 2018 PW129
- 2018 PX129
- 2018 PY129
- 2018 PZ129
- 2018 PA130
- 2018 PB130
- 2018 PC130
- 2018 PD130
- 2018 PE130
- 2018 PF130
- 2018 PG130
- 2018 PH130
- 2018 PJ130
- 2018 PK130
- 2018 PL130
- 2018 PN130
- 2018 PQ130
- 2018 PR130
- 2018 PS130
- 2018 PT130
- 2018 PU130
- 2018 PW130
- 2018 PX130
- 2018 PY130
- 2018 PZ130
- 2018 PA131
- 2018 PB131
- 2018 PC131
- 2018 PD131
- 2018 PF131
- 2018 PG131
- 2018 PH131
- 2018 PJ131
- 2018 PK131
- 2018 PL131
- 2018 PN131
- 2018 PO131
- 2018 PP131
- 2018 PQ131
- 2018 PR131
- 2018 PS131
- 2018 PU131
- 2018 PV131
- 2018 PW131
- 2018 PX131
- 2018 PA132
- 2018 PB132
- 2018 PC132
- 2018 PD132
- 2018 PE132
- 2018 PF132
- 2018 PG132
- 2018 PH132
- 2018 PJ132
- 2018 PK132
- 2018 PL132
- 2018 PM132
- 2018 PN132
- 2018 PO132
- 2018 PP132
- 2018 PQ132
- 2018 PR132
- 2018 PS132
- 2018 PT132
- 2018 PU132
- 2018 PX132
- 2018 PY132
- 2018 PZ132
- 2018 PA133
- 2018 PB133
- 2018 PC133
- 2018 PD133
- 2018 PE133
- 2018 PG133
- 2018 PH133
- 2018 PK133
- 2018 PL133
- 2018 PM133
- 2018 PO133
- 2018 PP133
- 2018 PQ133
- 2018 PR133
- 2018 PS133
- 2018 PT133
- 2018 PU133
- 2018 PV133
- 2018 PX133
- 2018 PY133
- 2018 PZ133
- 2018 PA134
- 2018 PB134
- 2018 PC134
- 2018 PD134
- 2018 PE134
- 2018 PF134
- 2018 PG134
- 2018 PH134
- 2018 PJ134
- 2018 PK134
- 2018 PL134
- 2018 PM134
- 2018 PN134
- 2018 PO134
- 2018 PP134
- 2018 PQ134
- 2018 PR134
- 2018 PS134
- 2018 PT134
- 2018 PU134
- 2018 PV134
- 2018 PW134
- 2018 PX134
- 2018 PY134
- 2018 PZ134
- 2018 PA135
- 2018 PB135
- 2018 PC135
- 2018 PD135
- 2018 PE135
- 2018 PF135
- 2018 PG135
- 2018 PH135
- 2018 PJ135
- 2018 PK135
- 2018 PL135
- 2018 PM135
- 2018 PN135
- 2018 PO135
- 2018 PP135
- 2018 PQ135
- 2018 PR135
- 2018 PS135
- 2018 PT135
- 2018 PU135
- 2018 PV135
- 2018 PW135
- 2018 PX135
- 2018 PY135
- 2018 PZ135
- 2018 PA136
- 2018 PB136
- 2018 PC136
- 2018 PD136
- 2018 PE136
- 2018 PF136
- 2018 PG136
- 2018 PH136
- 2018 PJ136
- 2018 PK136
- 2018 PL136
- 2018 PM136
- 2018 PN136
- 2018 PO136
- 2018 PP136
- 2018 PQ136
- 2018 PR136
- 2018 PS136
- 2018 PT136
- 2018 PU136
- 2018 PV136
- 2018 PW136
- 2018 PX136
- 2018 PY136
- 2018 PZ136
- 2018 PA137
- 2018 PB137
- 2018 PC137
- 2018 PD137
- 2018 PE137
- 2018 PF137
- 2018 PG137
- 2018 PH137
- 2018 PJ137
- 2018 PK137
- 2018 PL137
- 2018 PM137
- 2018 PN137
- 2018 PO137
- 2018 PP137
- 2018 PQ137
- 2018 PR137
- 2018 PS137
- 2018 PT137
- 2018 PU137
- 2018 PV137
- 2018 PW137
- 2018 PX137
- 2018 PY137
- 2018 PZ137
- 2018 PB138
- 2018 PC138
- 2018 PD138
- 2018 PE138
- 2018 PF138
- 2018 PG138
- 2018 PH138
- 2018 PJ138
- 2018 PK138
- 2018 PL138
- 2018 PM138
- 2018 PN138
- 2018 PO138
- 2018 PP138
- 2018 PQ138
- 2018 PR138
- 2018 PS138
- 2018 PT138
- 2018 PU138
- 2018 PV138
- 2018 PW138
- 2018 PX138
- 2018 PY138
- 2018 PZ138
- 2018 PA139
- 2018 PB139
- 2018 PC139
- 2018 PD139
- 2018 PE139
- 2018 PF139
- 2018 PG139
- 2018 PH139
- 2018 PJ139
- 2018 PK139
- 2018 PL139
- 2018 PM139
- 2018 PN139
- 2018 PO139
- 2018 PP139
- 2018 PQ139
- 2018 PR139
- 2018 PS139
- 2018 PT139
- 2018 PU139
- 2018 PV139
- 2018 PW139
- 2018 PX139
- 2018 PY139
- 2018 PZ139
- 2018 PA140
- 2018 PB140
- 2018 PC140
- 2018 PD140
- 2018 PE140
- 2018 PF140
- 2018 PG140
- 2018 PH140
- 2018 PJ140
- 2018 PK140
- 2018 PL140
- 2018 PN140
- 2018 PO140
- 2018 PP140
- 2018 PQ140
- 2018 PR140
- 2018 PS140
- 2018 PT140
- 2018 PU140
- 2018 PV140
- 2018 PW140
- 2018 PX140
- 2018 PY140
- 2018 PZ140
- 2018 PA141
- 2018 PB141
- 2018 PC141
- 2018 PD141
- 2018 PE141
- 2018 PF141
- 2018 PG141
- 2018 PH141
- 2018 PJ141
- 2018 PK141
- 2018 PM141
- 2018 PN141
- 2018 PO141
- 2018 PP141
- 2018 PQ141
- 2018 PS141
- 2018 PT141
- 2018 PU141
- 2018 PV141
- 2018 PW141
- 2018 PX141
- 2018 PY141
- 2018 PZ141
- 2018 PA142
- 2018 PB142
- 2018 PC142
- 2018 PD142
- 2018 PE142
- 2018 PF142
- 2018 PG142
- 2018 PH142
- 2018 PJ142
- 2018 PK142
- 2018 PL142
- 2018 PM142
- 2018 PN142
- 2018 PO142
- 2018 PP142
- 2018 PQ142
- 2018 PR142
- 2018 PS142
- 2018 PT142
- 2018 PU142
- 2018 PV142
- 2018 PW142
- 2018 PX142
- 2018 PY142
- 2018 PZ142
- 2018 PA143
- 2018 PB143
- 2018 PC143
- 2018 PD143
- 2018 PE143
- 2018 PF143
- 2018 PG143
- 2018 PH143
- 2018 PJ143
- 2018 PK143
- 2018 PL143
- 2018 PM143
- 2018 PN143
- 2018 PO143
- 2018 PP143
- 2018 PQ143
- 2018 PR143
- 2018 PS143
- 2018 PU143
- 2018 PV143
- 2018 PW143
- 2018 PX143
- 2018 PY143
- 2018 PA144
- 2018 PB144
- 2018 PC144
- 2018 PD144
- 2018 PE144
- 2018 PF144
- 2018 PG144
- 2018 PH144
- 2018 PJ144
- 2018 PK144
- 2018 PL144
- 2018 PM144
- 2018 PN144
- 2018 PO144
- 2018 PP144
- 2018 PQ144
- 2018 PR144
- 2018 PS144
- 2018 PT144
- 2018 PU144
- 2018 PV144
- 2018 PW144
- 2018 PX144
- 2018 PY144
- 2018 PZ144
- 2018 PA145
- 2018 PB145
- 2018 PC145
- 2018 PD145
- 2018 PE145
- 2018 PF145
- 2018 PG145
- 2018 PH145
- 2018 PK145
- 2018 PL145
- 2018 PM145
- 2018 PN145
- 2018 PO145
- 2018 PP145
- 2018 PQ145
- 2018 PR145
- 2018 PS145
- 2018 PT145
- 2018 PU145
- 2018 PV145
- 2018 PW145
- 2018 PX145
- 2018 PY145
- 2018 PZ145
- 2018 PA146
- 2018 PB146
- 2018 PC146
- 2018 PD146
- 2018 PE146
- 2018 PF146
- 2018 PG146
- 2018 PH146
- 2018 PJ146
- 2018 PL146
- 2018 PM146
- 2018 PN146
- 2018 PO146
- 2018 PP146
- 2018 PQ146
- 2018 PR146
- 2018 PS146
- 2018 PT146
- 2018 PU146
- 2018 PV146
- 2018 PW146
- 2018 PX146
- 2018 PY146
- 2018 PZ146
- 2018 PA147
- 2018 PB147
- 2018 PC147
- 2018 PD147
- 2018 PE147
- 2018 PF147
- 2018 PG147
- 2018 PH147
- 2018 PJ147
- 2018 PK147
- 2018 PL147
- 2018 PM147
- 2018 PN147
- 2018 PO147
- 2018 PP147
- 2018 PQ147
- 2018 PR147
- 2018 PS147
- 2018 PT147
- 2018 PU147
- 2018 PV147
- 2018 PW147
- 2018 PX147
- 2018 PY147
- 2018 PZ147
- 2018 PA148
- 2018 PB148
- 2018 PC148
- 2018 PD148
- 2018 PE148
- 2018 PF148
- 2018 PG148
- 2018 PH148
- 2018 PJ148
- 2018 PK148
- 2018 PL148
- 2018 PM148
- 2018 PN148
- 2018 PO148
- 2018 PP148
- 2018 PQ148
- 2018 PR148
- 2018 PS148
- 2018 PT148
- 2018 PU148
- 2018 PV148
- 2018 PW148
- 2018 PX148
- 2018 PY148
- 2018 PZ148
- 2018 PA149
- 2018 PB149
- 2018 PC149
- 2018 PD149
- 2018 PE149
- 2018 PF149
- 2018 PG149
- 2018 PH149
- 2018 PJ149
- 2018 PK149
- 2018 PL149
- 2018 PM149
- 2018 PN149
- 2018 PO149
- 2018 PP149
- 2018 PQ149
- 2018 PR149
- 2018 PS149
- 2018 PT149
- 2018 PU149
- 2018 PV149
- 2018 PW149
- 2018 PX149
- 2018 PY149
- 2018 PZ149
- 2018 PA150
- 2018 PB150
- 2018 PC150
- 2018 PD150
- 2018 PE150
- 2018 PF150
- 2018 PG150
- 2018 PH150
- 2018 PJ150
- 2018 PK150
- 2018 PL150
- 2018 PM150
- 2018 PN150
- 2018 PO150
- 2018 PP150
- 2018 PQ150
- 2018 PR150
- 2018 PS150
- 2018 PT150
- 2018 PU150
- 2018 PV150
- 2018 PW150
- 2018 PX150
- 2018 PY150
- 2018 PZ150
- 2018 PA151
- 2018 PB151
- 2018 PC151
- 2018 PD151
- 2018 PE151
- 2018 PF151
- 2018 PG151
- 2018 PH151
- 2018 PJ151
- 2018 PM151
- 2018 PN151
- 2018 PO151
- 2018 PP151
- 2018 PQ151
- 2018 PR151
- 2018 PS151
- 2018 PT151
- 2018 PU151
- 2018 PV151
- 2018 PW151
- 2018 PX151
- 2018 PY151
- 2018 PZ151
- 2018 PA152
- 2018 PB152
- 2018 PC152
- 2018 PD152
- 2018 PE152
- 2018 PF152
- 2018 PG152
- 2018 PH152
- 2018 PJ152
- 2018 PK152
- 2018 PL152
- 2018 PM152
- 2018 PN152
- 2018 PO152
- 2018 PP152
- 2018 PQ152
- 2018 PR152
- 2018 PS152
- 2018 PT152
- 2018 PU152
- 2018 PV152
- 2018 PW152
- 2018 PX152
- 2018 PY152
- 2018 PZ152
- 2018 PA153
- 2018 PB153
- 2018 PC153
- 2018 PD153
- 2018 PE153
- 2018 PF153
- 2018 PG153
- 2018 PH153
- 2018 PJ153
- 2018 PK153
- 2018 PL153
- 2018 PM153
- 2018 PN153
- 2018 PO153
- 2018 PP153
- 2018 PQ153
- 2018 PR153
- 2018 PS153
- 2018 PT153
- 2018 PU153
- 2018 PV153
- 2018 PW153
- 2018 PX153
- 2018 PY153
- 2018 PZ153
- 2018 PA154
- 2018 PB154
- 2018 PC154
- 2018 PD154
- 2018 PE154
- 2018 PF154
- 2018 PG154
- 2018 PH154
- 2018 PJ154
- 2018 PK154
- 2018 PL154
- 2018 PM154
- 2018 PN154
- 2018 PO154
- 2018 PP154
- 2018 PQ154
- 2018 PS154
- 2018 PT154
- 2018 PV154
- 2018 PW154
- 2018 PX154
- 2018 PY154
- 2018 PZ154
- 2018 PA155
- 2018 PB155
- 2018 PC155
- 2018 PD155
- 2018 PE155
- 2018 PF155
- 2018 PG155
- 2018 PH155
- 2018 PJ155
- 2018 PK155
- 2018 PL155
- 2018 PM155
- 2018 PN155
- 2018 PO155
- 2018 PP155
- 2018 PQ155
- 2018 PR155
- 2018 PS155
- 2018 PT155
- 2018 PV155
- 2018 PW155
- 2018 PX155
- 2018 PY155
- 2018 PZ155
- 2018 PA156
- 2018 PB156
- 2018 PC156
- 2018 PD156
- 2018 PF156
- 2018 PG156
- 2018 PH156
- 2018 PJ156
- 2018 PK156
- 2018 PL156
- 2018 PM156
- 2018 PN156
- 2018 PO156
- 2018 PP156
- 2018 PQ156
- 2018 PR156
- 2018 PS156
- 2018 PT156
- 2018 PU156
- 2018 PW156
- 2018 PX156
- 2018 PY156
- 2018 PZ156
- 2018 PA157
- 2018 PB157
- 2018 PC157
- 2018 PD157
- 2018 PE157
- 2018 PF157
- 2018 PG157
- 2018 PH157
- 2018 PK157
- 2018 PM157
- 2018 PN157
- 2018 PP157
- 2018 PQ157
- 2018 PR157
- 2018 PT157
- 2018 PU157
- 2018 PW157
- 2018 PX157
- 2018 PY157
- 2018 PZ157
- 2018 PA158
- 2018 PB158
- 2018 PC158
- 2018 PD158
- 2018 PE158
- 2018 PF158
- 2018 PG158
- 2018 PH158
- 2018 PJ158
- 2018 PK158
- 2018 PL158
- 2018 PM158
- 2018 PN158
- 2018 PO158
- 2018 PQ158
- 2018 PR158
- 2018 PS158
- 2018 PT158
- 2018 PV158
- 2018 PW158
- 2018 PX158
- 2018 PY158
- 2018 PZ158
- 2018 PA159
- 2018 PB159
- 2018 PC159
- 2018 PD159
- 2018 PE159
- 2018 PF159
- 2018 PG159
- 2018 PH159
- 2018 PJ159
- 2018 PK159
- 2018 PL159
- 2018 PM159
- 2018 PN159
- 2018 PP159
- 2018 PQ159
- 2018 PR159
- 2018 PS159
- 2018 PT159
- 2018 PU159
- 2018 PV159
- 2018 PY159
- 2018 PZ159
- 2018 PA160
- 2018 PB160
- 2018 PC160
- 2018 PD160
- 2018 PE160
- 2018 PF160
- 2018 PG160
- 2018 PH160
- 2018 PJ160
- 2018 PK160
- 2018 PL160
- 2018 PM160
- 2018 PN160
- 2018 PP160
- 2018 PQ160
- 2018 PR160
- 2018 PS160
- 2018 PT160
- 2018 PU160
- 2018 PV160
- 2018 PW160
- 2018 PX160
- 2018 PY160
- 2018 PZ160
- 2018 PA161
- 2018 PB161
- 2018 PC161
- 2018 PD161
- 2018 PE161
- 2018 PF161
- 2018 PG161
- 2018 PH161
- 2018 PJ161
- 2018 PK161
- 2018 PL161
- 2018 PM161
- 2018 PO161
- 2018 PP161
- 2018 PQ161
- 2018 PR161
- 2018 PS161
- 2018 PT161
- 2018 PU161
- 2018 PV161
- 2018 PW161
- 2018 PX161
- 2018 PY161
- 2018 PZ161
- 2018 PA162
- 2018 PB162
- 2018 PC162
- 2018 PD162
- 2018 PF162
- 2018 PG162
- 2018 PH162
- 2018 PJ162
- 2018 PK162
- 2018 PL162
- 2018 PM162
- 2018 PN162
- 2018 PO162
- 2018 PP162
- 2018 PQ162
- 2018 PR162
- 2018 PS162
- 2018 PT162
- 2018 PU162
- 2018 PV162
- 2018 PW162
- 2018 PX162
- 2018 PY162
- 2018 PZ162
- 2018 PA163
- 2018 PB163
- 2018 PC163
- 2018 PD163
- 2018 PE163
- 2018 PF163
- 2018 PG163
- 2018 PH163
- 2018 PJ163
- 2018 PK163
- 2018 PL163
- 2018 PM163
- 2018 PN163
- 2018 PO163
- 2018 PP163
- 2018 PQ163
- 2018 PR163
- 2018 PS163
- 2018 PT163
- 2018 PU163
- 2018 PV163
- 2018 PW163
- 2018 PX163
- 2018 PY163
- 2018 PZ163
- 2018 PA164
- 2018 PB164
- 2018 PC164
- 2018 PD164
- 2018 PE164
- 2018 PF164
- 2018 PG164
- 2018 PH164
- 2018 PJ164
- 2018 PK164
- 2018 PL164
- 2018 PM164
- 2018 PN164
- 2018 PO164
- 2018 PP164
- 2018 PQ164
- 2018 PR164
- 2018 PS164
- 2018 PT164
- 2018 PU164
- 2018 PV164
- 2018 PW164
- 2018 PX164
- 2018 PY164
- 2018 PZ164
- 2018 PA165
- 2018 PB165
- 2018 PC165
- 2018 PD165
- 2018 PE165
- 2018 PF165
- 2018 PG165
- 2018 PH165
- 2018 PJ165
- 2018 PK165
- 2018 PL165
- 2018 PM165
- 2018 PN165
- 2018 PO165
- 2018 PP165
- 2018 PQ165
- 2018 PR165
- 2018 PS165
- 2018 PT165
- 2018 PU165
- 2018 PV165
- 2018 PW165

### Du 16 au 31 août 2018
- 2018 QA
- 2018 QB
- 2018 QC
- 2018 QE
- 2018 QG
- 2018 QJ
- 2018 QK
- 2018 QL
- 2018 QN
- 2018 QO
- 2018 QP
- 2018 QQ
- 2018 QR
- 2018 QS
- 2018 QT
- 2018 QU
- 2018 QV
- 2018 QW
- 2018 QX
- 2018 QY
- 2018 QZ
- 2018 QA1
- 2018 QB1
- 2018 QC1
- 2018 QD1
- 2018 QF1
- 2018 QG1
- 2018 QH1
- 2018 QJ1
- 2018 QK1
- 2018 QL1
- 2018 QN1
- 2018 QO1
- 2018 QP1
- 2018 QQ1
- 2018 QR1
- 2018 QS1
- 2018 QT1
- 2018 QU1
- 2018 QV1
- 2018 QW1
- 2018 QY1
- 2018 QZ1
- 2018 QA2
- 2018 QB2
- 2018 QC2
- 2018 QD2
- 2018 QF2
- 2018 QG2
- 2018 QJ2
- 2018 QL2
- 2018 QM2
- 2018 QP2
- 2018 QR2
- 2018 QU2
- 2018 QX2
- 2018 QY2
- 2018 QZ2
- 2018 QA3
- 2018 QD3
- 2018 QE3
- 2018 QF3
- 2018 QG3
- 2018 QL3
- 2018 QN3
- 2018 QP3
- 2018 QQ3
- 2018 QS3
- 2018 QT3
- 2018 QV3
- 2018 QY3
- 2018 QA4
- 2018 QC4
- 2018 QH4
- 2018 QL4
- 2018 QN4
- 2018 QO4
- 2018 QP4
- 2018 QR4
- 2018 QT4
- 2018 QU4
- 2018 QF5
- 2018 QG5
- 2018 QJ5
- 2018 QL5
- 2018 QN5
- 2018 QR5
- 2018 QT5
- 2018 QU5
- 2018 QV5
- 2018 QX5
- 2018 QZ5
- 2018 QB6
- 2018 QD6
- 2018 QM6
- 2018 QN6
- 2018 QU6
- 2018 QB7
- 2018 QE7
- 2018 QJ7
- 2018 QK7
- 2018 QL7
- 2018 QM7
- 2018 QN7
- 2018 QO7
- 2018 QP7
- 2018 QQ7
- 2018 QS7
- 2018 QU7
- 2018 QV7
- 2018 QW7
- 2018 QX7
- 2018 QY7
- 2018 QZ7
- 2018 QA8
- 2018 QB8
- 2018 QC8
- 2018 QD8
- 2018 QE8
- 2018 QG8
- 2018 QH8
- 2018 QJ8
- 2018 QL8
- 2018 QM8
- 2018 QN8
- 2018 QO8
- 2018 QP8
- 2018 QQ8
- 2018 QR8
- 2018 QS8
- 2018 QU8
- 2018 QV8
- 2018 QX8
- 2018 QY8
- 2018 QZ8
- 2018 QA9
- 2018 QB9
- 2018 QC9
- 2018 QD9
- 2018 QE9
- 2018 QF9
- 2018 QH9
- 2018 QJ9
- 2018 QK9
- 2018 QL9
- 2018 QN9
- 2018 QO9
- 2018 QP9
- 2018 QQ9
- 2018 QR9
- 2018 QS9
- 2018 QT9
- 2018 QU9
- 2018 QV9
- 2018 QW9
- 2018 QX9
- 2018 QY9
- 2018 QZ9
- 2018 QA10
- 2018 QB10
- 2018 QC10
- 2018 QE10
- 2018 QF10
- 2018 QG10
- 2018 QH10
- 2018 QJ10
- 2018 QK10
- 2018 QL10
- 2018 QM10
- 2018 QN10
- 2018 QO10
- 2018 QP10
- 2018 QQ10
- 2018 QR10
- 2018 QS10
- 2018 QT10
- 2018 QU10
- 2018 QV10
- 2018 QW10
- 2018 QX10
- 2018 QZ10
- 2018 QA11
- 2018 QB11
- 2018 QD11
- 2018 QE11
- 2018 QF11
- 2018 QG11
- 2018 QH11
- 2018 QJ11
- 2018 QK11
- 2018 QL11
- 2018 QN11
- 2018 QS11
- 2018 QX11
- 2018 QC12
- 2018 QH12
- 2018 QJ12
- 2018 QL12
- 2018 QN12
- 2018 QQ12
- 2018 QR12
- 2018 QS12
- 2018 QT12
- 2018 QU12
- 2018 QV12
- 2018 QW12
- 2018 QX12
- 2018 QA13
- 2018 QB13
- 2018 QC13
- 2018 QD13
- 2018 QF13
- 2018 QK13
- 2018 QM13
- 2018 QO13
- 2018 QP13
- 2018 QQ13
- 2018 QR13
- 2018 QS13
- 2018 QT13
- 2018 QU13
- 2018 QV13
- 2018 QW13
- 2018 QX13
- 2018 QY13
- 2018 QZ13
- 2018 QA14
- 2018 QB14
- 2018 QC14
- 2018 QD14
- 2018 QE14
- 2018 QJ14
- 2018 QK14
- 2018 QL14
- 2018 QM14
- 2018 QO14
- 2018 QP14
- 2018 QQ14
- 2018 QR14
- 2018 QS14
- 2018 QT14
- 2018 QU14
- 2018 QV14
- 2018 QY14
- 2018 QZ14
- 2018 QB15
- 2018 QC15
- 2018 QD15
- 2018 QE15
- 2018 QG15
- 2018 QH15
- 2018 QJ15
- 2018 QK15
- 2018 QL15
- 2018 QM15
- 2018 QN15
- 2018 QP15
- 2018 QV15
- 2018 QX15
- 2018 QY15
- 2018 QZ15
- 2018 QA16
- 2018 QB16
- 2018 QC16
- 2018 QD16
- 2018 QE16
- 2018 QF16
- 2018 QG16
- 2018 QJ16
- 2018 QL16
- 2018 QM16
- 2018 QN16
- 2018 QP16
- 2018 QR16
- 2018 QU16
- 2018 QV16
- 2018 QW16
- 2018 QB17
- 2018 QC17
- 2018 QE17
- 2018 QG17
- 2018 QH17
- 2018 QJ17
- 2018 QK17
- 2018 QL17
- 2018 QM17
- 2018 QN17
- 2018 QP17
- 2018 QR17
- 2018 QT17
- 2018 QU17
- 2018 QV17
- 2018 QX17
- 2018 QY17
- 2018 QA18
- 2018 QC18
- 2018 QF18
- 2018 QJ18
- 2018 QK18
- 2018 QM18
- 2018 QO18
- 2018 QQ18
- 2018 QR18
- 2018 QS18
- 2018 QT18
- 2018 QU18
- 2018 QV18
- 2018 QW18
- 2018 QX18
- 2018 QY18
- 2018 QZ18
- 2018 QA19
- 2018 QB19
- 2018 QC19
- 2018 QD19
- 2018 QE19
- 2018 QG19
- 2018 QH19
- 2018 QJ19
- 2018 QK19
- 2018 QM19
- 2018 QN19
- 2018 QO19
- 2018 QP19
- 2018 QQ19
- 2018 QR19
- 2018 QS19
- 2018 QU19
- 2018 QW19
- 2018 QX19
- 2018 QY19
- 2018 QZ19
- 2018 QA20
- 2018 QB20
- 2018 QF20
- 2018 QG20
- 2018 QH20
- 2018 QJ20
- 2018 QK20
- 2018 QL20
- 2018 QM20
- 2018 QN20
- 2018 QO20
- 2018 QP20
- 2018 QQ20
- 2018 QR20
- 2018 QS20
- 2018 QT20
- 2018 QU20
- 2018 QV20
- 2018 QW20
- 2018 QX20
- 2018 QY20
- 2018 QZ20
- 2018 QA21
- 2018 QB21
- 2018 QD21
- 2018 QE21
- 2018 QF21
- 2018 QG21
- 2018 QH21
- 2018 QJ21
- 2018 QK21
- 2018 QL21
- 2018 QM21
- 2018 QN21
- 2018 QO21
- 2018 QP21
- 2018 QQ21
- 2018 QR21
- 2018 QS21
- 2018 QT21
- 2018 QU21
- 2018 QV21
- 2018 QW21
- 2018 QX21
- 2018 QY21
- 2018 QZ21
- 2018 QA22
- 2018 QB22
- 2018 QC22
- 2018 QD22
- 2018 QE22
- 2018 QF22
- 2018 QG22
- 2018 QH22
- 2018 QJ22
- 2018 QK22
- 2018 QL22
- 2018 QM22
- 2018 QN22
- 2018 QO22
- 2018 QP22
- 2018 QQ22
- 2018 QR22
- 2018 QS22
- 2018 QT22
- 2018 QU22
- 2018 QV22
- 2018 QW22
- 2018 QY22
- 2018 QZ22
- 2018 QA23
- 2018 QB23
- 2018 QD23
- 2018 QE23
- 2018 QF23
- 2018 QG23
- 2018 QH23
- 2018 QJ23
- 2018 QK23
- 2018 QL23
- 2018 QM23
- 2018 QN23
- 2018 QO23
- 2018 QP23
- 2018 QQ23
- 2018 QR23
- 2018 QS23
- 2018 QT23
- 2018 QU23
- 2018 QV23
- 2018 QW23
- 2018 QX23
- 2018 QY23
- 2018 QZ23
- 2018 QA24
- 2018 QC24
- 2018 QD24
- 2018 QE24
- 2018 QF24
- 2018 QG24
- 2018 QH24
- 2018 QJ24
- 2018 QK24
- 2018 QL24
- 2018 QM24
- 2018 QN24
- 2018 QO24
- 2018 QP24
- 2018 QQ24
- 2018 QR24
- 2018 QS24
- 2018 QT24
- 2018 QU24
- 2018 QV24
- 2018 QW24
- 2018 QX24
- 2018 QZ24
- 2018 QA25
- 2018 QB25
- 2018 QC25
- 2018 QD25
- 2018 QE25
- 2018 QF25
- 2018 QG25
- 2018 QJ25
- 2018 QL25
- 2018 QM25
- 2018 QN25
- 2018 QO25
- 2018 QP25
- 2018 QQ25
- 2018 QR25
- 2018 QS25
- 2018 QT25
- 2018 QV25
- 2018 QW25
- 2018 QX25
- 2018 QY25
- 2018 QZ25
- 2018 QA26
- 2018 QB26
- 2018 QC26
- 2018 QD26
- 2018 QE26
- 2018 QF26
- 2018 QG26
- 2018 QH26
- 2018 QJ26
- 2018 QK26
- 2018 QL26
- 2018 QM26
- 2018 QN26
- 2018 QO26
- 2018 QP26
- 2018 QQ26
- 2018 QR26
- 2018 QS26
- 2018 QU26
- 2018 QV26
- 2018 QW26
- 2018 QX26
- 2018 QY26
- 2018 QZ26
- 2018 QA27
- 2018 QB27
- 2018 QC27
- 2018 QD27
- 2018 QE27
- 2018 QF27
- 2018 QG27
- 2018 QH27
- 2018 QJ27
- 2018 QL27
- 2018 QM27
- 2018 QN27
- 2018 QO27
- 2018 QP27
- 2018 QQ27
- 2018 QR27
- 2018 QS27
- 2018 QT27
- 2018 QU27
- 2018 QV27
- 2018 QW27
- 2018 QX27
- 2018 QY27
- 2018 QZ27
- 2018 QA28
- 2018 QB28
- 2018 QC28
- 2018 QD28
- 2018 QE28
- 2018 QF28
- 2018 QG28
- 2018 QH28
- 2018 QJ28
- 2018 QK28
- 2018 QL28
- 2018 QM28
- 2018 QN28
- 2018 QO28
- 2018 QP28
- 2018 QQ28
- 2018 QR28
- 2018 QS28
- 2018 QT28
- 2018 QU28
- 2018 QV28
- 2018 QW28
- 2018 QX28
- 2018 QY28
- 2018 QZ28
- 2018 QA29
- 2018 QB29
- 2018 QC29
- 2018 QD29
- 2018 QE29
- 2018 QF29
- 2018 QG29
- 2018 QH29
- 2018 QJ29
- 2018 QK29
- 2018 QL29
- 2018 QM29
- 2018 QN29
- 2018 QO29
- 2018 QP29
- 2018 QQ29
- 2018 QR29
- 2018 QS29
- 2018 QT29
- 2018 QV29
- 2018 QW29
- 2018 QX29
- 2018 QY29
- 2018 QZ29
- 2018 QA30
- 2018 QB30
- 2018 QC30
- 2018 QD30
- 2018 QE30
- 2018 QF30
- 2018 QG30
- 2018 QH30
- 2018 QJ30
- 2018 QK30
- 2018 QL30
- 2018 QM30
- 2018 QN30
- 2018 QO30
- 2018 QQ30
- 2018 QR30
- 2018 QS30
- 2018 QT30
- 2018 QU30
- 2018 QV30
- 2018 QW30
- 2018 QX30
- 2018 QY30
- 2018 QA31
- 2018 QB31
- 2018 QC31
- 2018 QD31
- 2018 QE31
- 2018 QF31
- 2018 QG31
- 2018 QJ31
- 2018 QK31
- 2018 QL31
- 2018 QM31
- 2018 QN31
- 2018 QO31
- 2018 QP31
- 2018 QQ31
- 2018 QR31
- 2018 QS31
- 2018 QT31
- 2018 QU31
- 2018 QW31
- 2018 QX31
- 2018 QY31
- 2018 QZ31
- 2018 QA32
- 2018 QB32
- 2018 QC32
- 2018 QD32
- 2018 QE32
- 2018 QG32
- 2018 QH32
- 2018 QJ32
- 2018 QM32
- 2018 QO32
- 2018 QP32
- 2018 QQ32
- 2018 QR32
- 2018 QS32
- 2018 QT32
- 2018 QU32
- 2018 QV32
- 2018 QW32
- 2018 QX32
- 2018 QY32
- 2018 QZ32
- 2018 QA33
- 2018 QC33
- 2018 QD33
- 2018 QE33
- 2018 QF33
- 2018 QH33
- 2018 QJ33
- 2018 QL33
- 2018 QM33
- 2018 QN33
- 2018 QO33
- 2018 QP33
- 2018 QR33
- 2018 QT33
- 2018 QV33
- 2018 QX33
- 2018 QY33
- 2018 QZ33
- 2018 QA34
- 2018 QB34
- 2018 QC34
- 2018 QD34
- 2018 QE34
- 2018 QF34
- 2018 QG34
- 2018 QH34
- 2018 QJ34
- 2018 QK34
- 2018 QL34
- 2018 QM34
- 2018 QN34
- 2018 QO34
- 2018 QP34
- 2018 QQ34
- 2018 QR34
- 2018 QS34
- 2018 QT34
- 2018 QU34
- 2018 QV34
- 2018 QW34
- 2018 QX34
- 2018 QZ34
- 2018 QB35
- 2018 QC35
- 2018 QD35
- 2018 QE35
- 2018 QF35
- 2018 QG35
- 2018 QH35
- 2018 QJ35
- 2018 QK35
- 2018 QM35
- 2018 QO35
- 2018 QP35
- 2018 QQ35
- 2018 QS35
- 2018 QT35
- 2018 QU35
- 2018 QV35
- 2018 QW35
- 2018 QX35
- 2018 QZ35
- 2018 QA36
- 2018 QB36
- 2018 QC36
- 2018 QD36
- 2018 QE36
- 2018 QF36
- 2018 QG36
- 2018 QH36
- 2018 QJ36
- 2018 QK36
- 2018 QL36
- 2018 QM36
- 2018 QN36
- 2018 QO36
- 2018 QP36
- 2018 QQ36
- 2018 QR36
- 2018 QS36